# Angels in the Outfield
Angels in the Outfield (bra: Os Anjos Entram em Campo; prt: Anjos em Campo) é um filme estadunidense de 1994, uma comédia dramática dirigida por William Dear.
Este remake de Angels in the Outfield (1951) tem no elenco Danny Glover, Tony Danza e Christopher Lloyd, além de Adrien Brody, Matthew McConaughey, Joseph Gordon-Levitt e Neal McDonough.

## Elenco
- Danny Glover – George Knox
- Brenda Fricker – Maggie Nelson
- Tony Danza – Mel Clark
- Christopher Lloyd – Al "The Boss" Angel
- Ben Johnson – Hank Murphy
- Jay O. Sanders – Ranch Wilder
- Joseph Gordon-Levitt – Roger Bomman
- Milton Davis Jr. – J.P.
- Taylor Negron – David Montagne
- Tony Longo – Triscuitt Messmer
- Neal McDonough – Whitt Bass
- Stoney Jackson – Ray Mitchell
- Adrien Brody – Danny Hemmerling
- Tim Conlon – Wally
- Albert Garcia – Pablo Garcia
- Matthew McConaughey – Ben Williams
- Dermot Mulroney – Mr. Bomman
- Robert Clohessy – Frank Gates
- Danny Walcoff – Marvin
- O.B. Babbs – Mapel
- Carney Lansford – Kit "Hit or Die" Kesey
- Mark Cole – Norton
- Jeff Seaberg – pipoqueiro